# Adolf Faxe
Ej att förväxla med sonsonen Adolf Faxe (1878–1964)
Adolf Faxe, född 16 juli 1811 i Malmö, död där 31 juli 1878, var en svensk handelsman. Han var son till handlaren och rådmannen Cornelius Faxe och ingick 1846 äktenskap med Cecilia Kockum, dotter till Lorens Kockum.
Faxe kom vid 19 års ålder i handelslära hos morbrodern Gustaf Schiuberg och efter dennes död var han i tjänst hos handlaren Mathias Flensburg 1834–1840. Efter att 1840 själv ha erhållit burskap bedrev han affärer med först specerier, men senare även timmer, stenkol, spannmål och spirituosa. Han förvärvade den fastighet som kommit att kallas Faxeska huset  och 1842 även Ribersborg.
År 1876 ombildade han sin firma under namnet Ad. Faxe & Söner i vilken sönerna Cornelius och Lorens Faxe ingick. Under de båda sönerna blev firman främst en betydande vin- och spirituosaaffär. Adolf Faxe var 1867–1878 ledamot av Malmö stadsfullmäktige. Makarna Faxe är begravda på Gamla kyrkogården i Malmö.